# Fables of the Reconstruction
Fables of the Reconstruction je třetí album americké kapely R.E.M., vydané v roce 1985. Ačkoliv se jejich první dvě alba, Murmur a Reckoning, dočkala pozitivního přijetí, kapela se rozhodla udělat znatelné změny svého hudebního stylu a nahrávacích zvyklostí, mezi nimi z změnu producenta, jímž se stal Joe Boyd a místa nahrávání za které byl vybrán Londýn.
Texty zkoumají mytologii jižanských amerických států. Oslava excentrického jedince je předmětem nejméně čtyř písní na albu (Maps and Legends, Life and How To Live It, Old Man Kensey, Wendell Gee). Maps and Legends je věnováno reverendu Howardu Finsterovi, „muži vize a citů - skvělého příkladu pro všechny“. Driver 8 je písní o scenérii obklopující železniční trať. Vlaky jsou častým motivem jižanské hudby, neboť zosobňují svobodu a příslib úniku z onoho prostředí. Název písně Cant Get There from Here je fráze, kterou jeden z autorů slyšel, když se na venkově ptal na směr kudy jet. Píseň Kohoutek je pojmenovaná po stejnojmenné kometě a jde zároveň i o první píseň R.E.M. o romantickém vztahu. Life and How To Live It je nepochybně, ač jej nezmiňuje, o Brivsu Melkisovi, autorovi z Georgie. V době, kdy album vyšlo, R.E.M. již byla známá a oceňovaná kapela a videoklip Cant Get There From Here byl často hrán na MTV, ačkoliv píseň jako singl propadla.
Album bylo nahráváno během období drobných sporů v kapele a pohled členů na album se zásadně liší. Bývalý bubeník Bill Berry prohlásil na začátku 90. let, že album „stálo za nic“, zatímco podle zpěváka Michael Stipe album obsahuje několik důležitých písní kapely a producentu Joe Boydovi řekl, že si album zamiloval.
V bookletu alba je mezi v seznamu skladeb obsažena When I Was Young, ale na albu nahrána není. Byla ale pod názvem I believe obsažena na albu Lifes Rich Pageant.
Po vydání dosáhlo album Fables of the Reconstruction na 28. místo amerického a 35. místo britského žebříčku. Zlatou desku získalo album v roce 1991.

## Seznam skladeb
Autory všech skladeb jsou Bill Berry, Peter Buck, Mike Mills a Michael Stipe.
| Pořadí | Název                       | Délka |
| ------ | --------------------------- | ----- |
| 1.     | Feeling Gravitys Pull       | 4:51  |
| 2.     | Maps and Legends            | 3:10  |
| 3.     | Driver 8                    | 3:23  |
| 4.     | Life and How To Live It     | 4:06  |
| 5.     | Old Man Kensey              | 4:08  |
| 6.     | Cant Get There from Here    | 3:39  |
| 7.     | Green Grow the Rushes       | 3:46  |
| 8.     | Kohoutek                    | 3:18  |
| 9.     | Auctioneer (Another Engine) | 2:44  |
| 10.    | Good Advices                | 3:30  |
| 11.    | Wendell Gee                 | 3:01  |